# 1-й Угрешский проезд
1-й Угрешский проезд — проезд в Юго-Восточном административном округе города Москвы на территории района Печатники.

## Происхождение названия
Проезд назван в 1955 году по близлежащей железнодорожной станции Угрешская Малого кольца Московской железной дороги.

## Описание
Проезд проходит к югу от Третьего транспортного кольца параллельно ему, имея выезд на него в конце проезда. К югу от проезда проходят железнодорожные пути МК МЖД. Проезд проходит по бывшему станционному городку станции Угрешская.

## Транспорт
К северо-востоку от проезда расположена станция МЦК «Угрешская».

## Примечательные здания и сооружения
Нумерация зданий на проезде сложная, без разделения на чётную и нечётную стороны. Большинство зданий принадлежат к ансамблю Московской окружной железной дороги, в составе которого отнесены к выявленным объектам культурного наследия. Архитектор комплекса — А. Н. Померанцев.
- Дом 3 — бывший приёмный покой при станции.
- Дом 4 — бывший дом помощника начальника службы пути. Архитектура здания выделяется из остальных станционных построек. Предполагается авторство Ф. О. Шехтеля.
- Дом 5 — бывший вокзал станции Угрешская.
- Дом 6 (также 6, корпус 1) — бывший жилой дом 2-го типа при станции.
- Дом 7 (также 6, корпус 3) — бывший жилой дом 3-го типа при станции.
- Дом 7а — бывшая баня на станции Угрешская, ныне байкерский клуб Night Train, при котором организован неофициальный музей транспорта, включающий вагон метро типа А, узкоколейный тепловоз ТУ6А и узкоколейный вагон ПВ40.